# Rodrigo Pesántez Rodas
Rodrigo Abelardo Pesántez Rodas (Azogues, 25 de julio de 1937-Guayaquil, 2 de abril de 2020) fue un escritor y poeta ecuatoriano.

## Biografía
En 1962 ganó el primer lugar en el Concurso Nacional de Poesía Ismael Pérez Pazmiño, del diario El Universo. En 1970 fue nombrado funcionario de la Unesco en Europa. En el año de 1994 recibió la Condecoración Nacional al Mérito Cultural de la Casa de la Cultural Ecuatoriana. Dos años después, en 1996 ganó en México el premio José Vasconcelos. 
En 2019 fue nombrado miembro honorario de la Academia Nacional de Historia (ANH), Por aproximadamente 40 años ejerció la docencia en la Universidad de Guayaquil.   
Falleció la noche del 2 de abril de 2020 a los 82 años de edad a causa de una crisis respiratoria generada por la enfermedad de COVID-19.

## Obra literaria
Durante su vida publicó varios libros de ensayos y poesía, entre los más importantes esta Antología da la poesía cósmica del ecuador, una selección de lo mejor de la poesía de Ecuador, libro con el cual ganó el premio internacional José Vasconcelos de México.
Del vanguardismo hasta el 1950, Obra en la que describe los riesgos históricos, estilísticos y críticos de la poesía ecuatoriana. entre sus otros libros están:
- Visión y revisión de la literatura ecuatoriana
- Panorama del ensayo en el Ecuador
- Plenitud y ocaso del instante
- Vigilia de mi sombra
- Presencia de la mujer ecuatoriana en la poesía
- Poesía de un tiempo